# Raide em Kolofata em janeiro de 2015
Raide em Kolofata em janeiro de 2015 ou incursão de janeiro de 2015 em Kolofata foi um raide malsucedido a uma base militar camaronesa em Kolofata, Região Extremo Norte, perpetrado pelo Boko Haram. O incidente ocorreu em 12 de janeiro de 2015, logo após outra incursão do Boko Haram em solo camaronês.

## Antecedentes
Durante 2014, militantes do Boko Haram conduziram uma série de ataques a vilarejos localizados no norte de Camarões, matando pelo menos 40 soldados do governo e recrutando centenas de pessoas para a organização. A maior dessas operações ocorreu entre 28 e 29 de dezembro de 2014 e incluiu ataques simultâneos que visaram civis e militares, causando um total de 84 mortes.

## Incursão
Em 12 de janeiro de 2015, militantes do Boko Haram realizaram um assalto a um acampamento do exército camaronês fora da cidade de Kolofata, Região Extremo Norte. Os militares camaroneses repeliram com sucesso o ataque, matando entre 200 - 300 insurgentes e apreendendo grandes quantidades de armamento e munições, um oficial camaronês também foi morto em combate.